# Язык Тролля

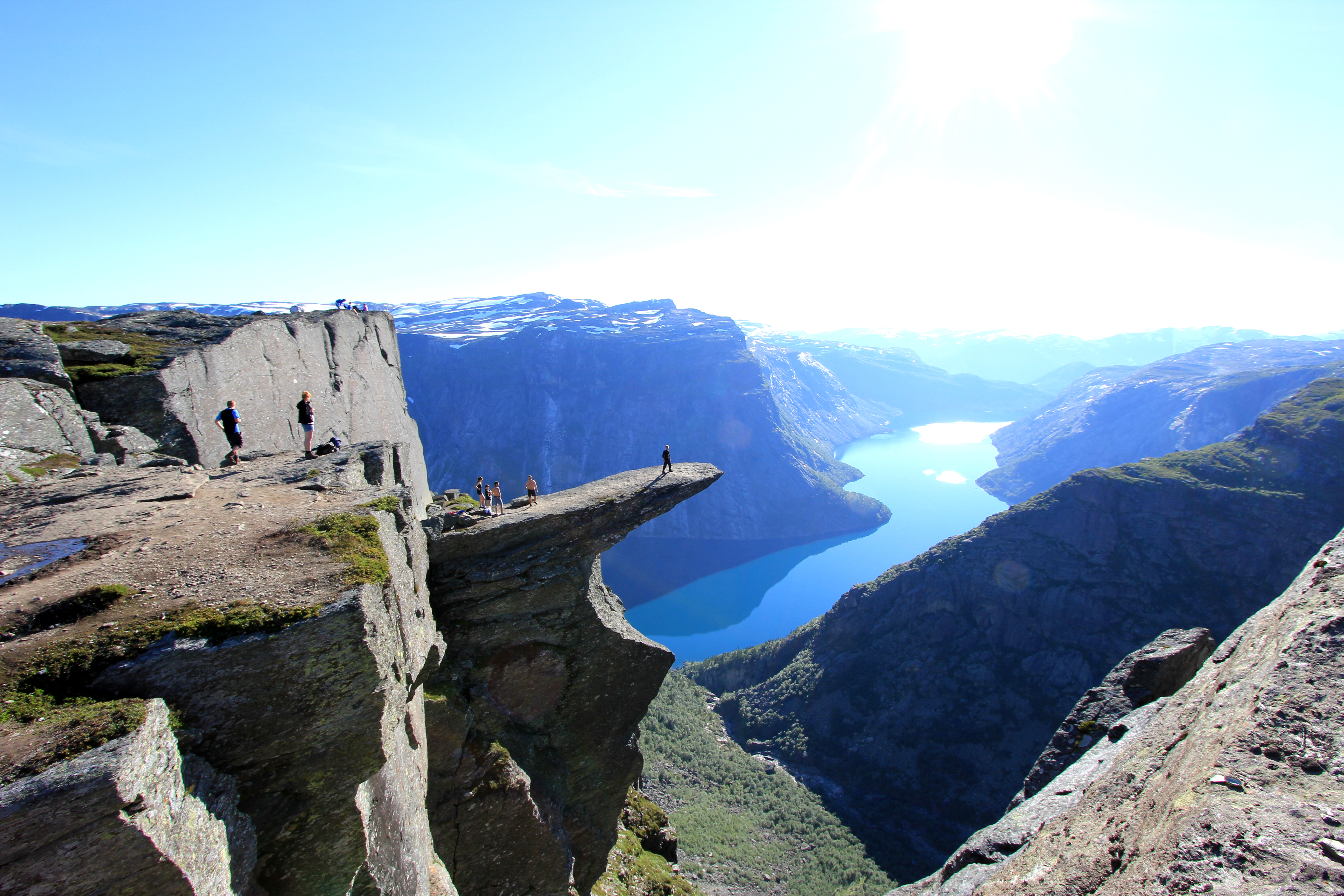
Язык Тролля

Язык Тролля (норв. Trolltunga)— каменное выступление в районе Скьеггедаль, расположенного вблизи города Одда в Норвегии, возвышающегося над озером Рингедалсватн на высоте 700 метров над озером.
Своей формой выступление напоминает язык, за что и получило такое название. Представляет собой отколотый кусок скалы, застывший на краю ее в горизонтальном положении.
В 2009 году "Язык Тролля" оказался на обложке одного из популярных туристических журналов и к скале хлынул поток туристов, а уже в следующем году этот поток утроился. До 2012 года тропа проходила рядом с частным подъемником, работавшим только для владельцев дач, расположенных на плато над озером. Подниматься по лестнице подъемника было запрещено, однако многие туристы игнорировали этот запрет.
В 2012 году от парковки Рингедалсдаммен в направлении Языка Тролля началось строительство новой туристической тропы. Маршрут открыли в 2014 году, он состоит из многочисленной каменной лестницы. Тропу построили шерпы из Непала благодаря частным пожертвованиям норвежцев.
Летом 2015 года на плато Хардангер от озера Рингесватнет вместо старого подъемника начали строить автомобильную дорогу. Строительство было завершено в 2017 году. В конце серпантина обустроили парковку, однако она вмещает около 30 автомобилей. Вероятно, если вы попытаетесь подняться на собственном транспорте, вам сообщат, что мест нет.
В 2018 году с парковки у озера в частные дачи на плато начали курсировать два маршрутных микроавтобуса, которые ездят по расписанию с 7:00 с интервалом 30 минут. Желающих настолько много, что тем, кто хочет воспользоваться этим транспортом и облегчить подъем, необходимо заранее забронировать билеты онлайн.
Сегодня маршрут от парковки возле информационного офиса можно пройти по старой тропе, тогда расстояние до Языка Тролля составляет 11 км в одну сторону. Если идти по дороге, по которой курсируют маршрутные автобусы, длина пути увеличится до 14 км, однако набор высоты в 400 метров будет более плавным. При использовании автобуса расстояние до Языка Тролля сократится до 10 км.
В пути к скале "Язык Тролля" не придется скучать, потому что есть возможность полюбоваться "троллевыми котлами" - глубокими, кажущимися бездонными, горными озерами. Туристам следует учесть, что посетить "Язык Тролля" лучше в период с июня по сентябрь, время когда трек официально открыт, именно в это время за ним следят спасатели.

## Отражение в культуре
В книге российского журналиста Антона Чечулинского «Язык Тролля. Роман-расследование дела Брейвика» одна из важных сцен происходит на Языке Тролля.

## Внешние ссылки
- Trolltunga - описание и советы как добраться до Язика Троля.
- Visit Norway - официальный путеводитель поНорвегии.